# 安蒂·图里

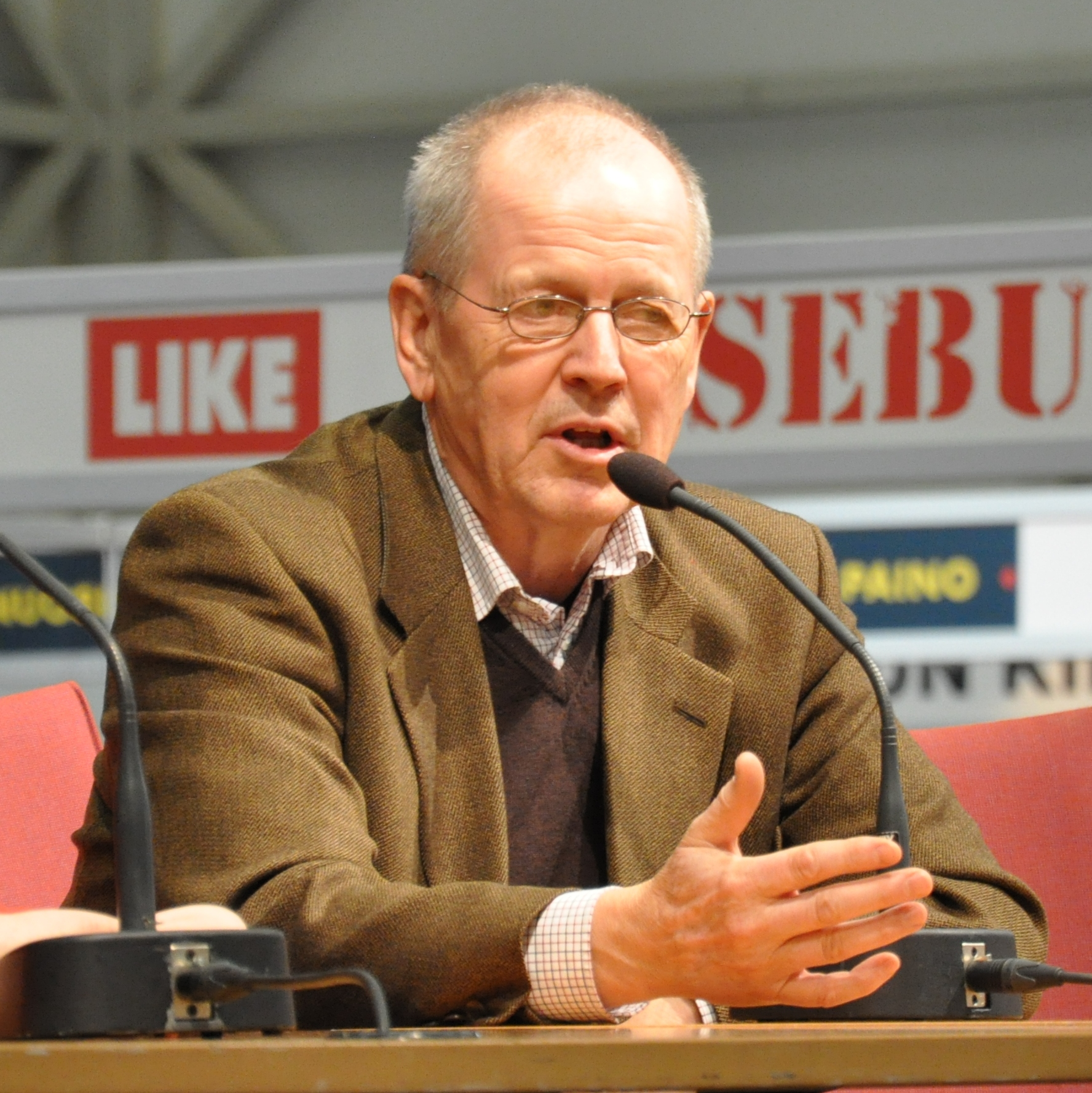
图里于2009年

安蒂·埃利亚斯·图里（芬蘭語：Antti Elias Tuuri；1944年10月1日—），芬兰作家，以有关南博滕区的作品而著称。
他的“我母亲的家族”系列作品叙述了移居美国的芬兰人的故事。1971年他以《事情因果》（Asioiden suhteet）和《周六晚上》（Lauantaina illalla）获得了J.H.埃尔科奖。1985年他以《在博滕的一天》获得了北欧理事会文学奖。1997年他以小说《平原的召唤》（Lakeuden kutsu）获得芬兰文学奖。图里也翻译过一些冰岛萨迦。
他的一些小说被改编成电影，例如描述1941至1944年间在卡累利阿发生的继续战争的《鲁卡耶尔维之路》（Rukajärven tie），以及描述发生在1939至1949年间的《冬季战争》。